# Ötterstal
Ötterstal ist ein Ort in der Gemeinde Engelskirchen im Oberbergischen Kreis in Nordrhein-Westfalen in Deutschland.

## Lage und Beschreibung
Der Ort liegt im Nordosten von Engelskirchen im Tal des Loper Baches an der Grenze zum Stadtgebiet von Gummersbach. Nachbarorte sind Oesinghausen, sowie die zu Gummersbach gehörenden Orte Lobscheid und Lope.

## Geschichte
In der Preußischen Uraufnahme von 1840 ist der Ort verzeichnet. Die Ortsbezeichnung hat in dieser Karte die Schreibweise „Öttersthal“. Ab 1969 verwenden die topografischen Karten die heute gebräuchliche Schreibweise Ötterstal.